# 约翰·鲁本
约翰·鲁本是一位美国动物学家，任职于科瓦利斯的俄勒岡州立大學，专攻古脊椎动物呼吸系統的演化。